# Trachycarpidium verrucosum
Trachycarpidium verrucosum är en bladmossart som beskrevs av Brotherus 1901. Trachycarpidium verrucosum ingår i släktet Trachycarpidium och familjen Pottiaceae. Inga underarter finns listade i Catalogue of Life.